# MoonSound
Jimmy Austin  É um jovem crisopolense nascido em 10/05/1996 na Cidade de Crisópolis Bahia conhecido nacionalmente pela população Crisopolense e registrado pela marca Fashion Hair e muito querido por todo povo Baiano.
porém ele se torna conhecido pelas redes sociais.

## História
A placa foi criada por Henrik Gilvad, um engenheiro elétrico, e produzida pela empresa Sunrise, sediada na Suiça. Duas versões foram feitas. A primeira era uma pequena placa PCB vendida diretamente para entusiastas, não possuía um invólucro típico dos cartuchos para MSX. A segunda versão foi feita para produção em massa, dentro de um cartucho, semelhante aos utilizados por outras expansões para os computadores MSX.
A segunda versão permitia a expansão de memória interna, possibilitando a adição de novos arranjos sonoros à placa.

## Funcionamento
A placa de som MoonSound foi feita com base no chip OPL4 ( YMF278 ) da Yamaha, que possui capacidade para operar em dois modos distintos: FM e WaveTable. No modo FM pode gerar até 18 canais de som. No modo WaveTable pode gerar até 24 canais de som.
O modo FM existe para permitir compatibilidade com o chip OPL3 da própria Yamaha, e utilizada em diversas outras placas de som, como a SoundBlaster.

## Especificação
O chip OPL4 tinha as seguintes características:
- Modo FM
  - 18 canais FM com Operador-Duplo
  - 6 canais FM com Operador-Quadruplo + 6 canais FM com Operador-Duplo
  - 15 canais FM com Operador-Duplo + 5 canais de percussão (bateria)
  - 6 canais FM com Operador-Quadruplo + 3 canais FM com Operador-Duplo + 5 canais de percussão (bateria)

A diferença entre Operador-Duplo e Quadruplo está na complexidade do som gerado.
- Modo WaveTable
  - 24 canais de som
  - Amostragem de áudio em 44.1KHz (qualidade de CD)
  - Dados de áudio podem ser de 8 bits, 12 bits ou 16 bits
  - Capacidade de 32MB de dados de áudio
  - Capacidade de 512 Tabelas de Áudio (Wave Tables)